# Distretto di Bakhmal
Il distretto di Bakhmal (usbeco Baxmal), creato il 16 ottobre del 1970, è uno dei 12 distretti della Regione di Djizak, in Uzbekistan. Il capoluogo è Usmat.